# أورين إتش إنغرام الثاني
أورين إتش إنغرام الثاني (بالإنجليزية: Orrin H. Ingram II)‏ هو لاعب البولو وشخصية أعمال أمريكي، ولد في 5 يوليو 1960.

## وصلات خارجية
- أورين إتش إنغرام الثاني على موقع إن إن دي بي (الإنجليزية)